# Radical Optimism
Radical Optimism  es el tercer álbum de estudio de la cantante albano-británica Dua Lipa, publicado el 3 de mayo de 2024 por la compañía discográfica Warner Records. Para su promoción, se lanzaron  cinco sencillos: «Houdini», «Training Season» e «Illusion» de manera global, y «These Walls» y «End of an Era» como sencillos regionales en Francia e Italia respectivamente.
Radical Optimism recibió críticas generalmente positivas de los críticos tras su lanzamiento. La mayoría de los críticos elogiaron la neopsicodelia del álbum, pero algunos lo encontraron menos radical de lo que podría haber sido. Debutó en la posición número uno en la lista de álbumes del Reino Unido. El álbum fue promocionado por el Radical Optimism Tour, que comenzó en noviembre de 2024.

## Antecedentes
El segundo álbum de estudio de Lipa, Future Nostalgia, fue lanzado en marzo de 2020. Considerado como un factor importante en el resurgimiento de la música disco y de dance pop en esta década, el disco produjo varios sencillos, entre ellos «Don't Start Now»  y «Levitating». Ganó el premio Grammy al mejor álbum de pop vocal y el premio Brit al álbum británico del año en 2021. Future Nostalgia fue sucedido por un álbum de remezclas y una reedición. Lipa se embarcó en su gira homónima, que incluyó 91 espectáculos en América, Europa y Oceanía, de febrero a noviembre de 2022.
En 2023, Lipa reveló que su tercer álbum de estudio se lanzaría en algún momento de 2024 con un nuevo sonido que la aleja del paisaje sonoro disco de Future Nostalgia; en lugar de eso, abraza más la psicodelia de la década de 1970. Después de haber eliminado todas sus publicaciones de Instagram en octubre de 2023, publicó una foto de ella con el pelo rojo con la descripción «miss me?» [«¿me extrañas?»]. En anticipación a música nueva, Lipa publicó fotos en sus redes sociales con descripciones crípticas y reemplazó temporalmente la portada de sus álbumes anteriores con versiones caleidoscópicas en servicios de streaming.
En el artículo de portada de la edición de febrero de 2024 de Rolling Stone, Lipa describió su tercer álbum de estudio como un «tributo con infusión de pop psicodélico a la cultura rave del Reino Unido». El 13 de marzo de 2024, Lipa anunció el álbum, titulado Radical Optimism, y su fecha de lanzamiento a través de una transmisión en vivo de Instagram.

## Concepto
De acuerdo con un comunicado de prensa, Radical Optimism es un disco que «aprovecha la pura alegría y felicidad» de tener claridad en las situaciones, incluidas «despedidas difíciles y comienzos vulnerables» que eventualmente resultaron ser hitos como resultado de elegir el optimismo y la gracia para navegar «a través del caos». El álbum está inspirado en «la energía de Londres [la ciudad natal de Lipa] y la crudeza, honestidad, confianza y libertad del britpop de los 90». Lipa expresó su deseo de «capturar la esencia de la juventud y la libertad y divertirse» con el disco. El concepto del término «optimismo radical», acuñado originalmente por el colectivo de antropología Allegra Lab, le fue presentado por una amiga unos años antes, lo que resonó en ella y le permitió «entrelazarse» en su vida. Inspirada por el término, Lipa se encontró investigando la historia de la «psicodelia, el trip hop y el britpop». El concepto resultó ser un sentimiento de «confianza optimista» para la cantante que buscó incorporar en sus sesiones de grabación.

### Título y portada
Según Lipa, el título Radical Optimism se inspiró en «la idea de atravesar el caos con gracia y sentir que puedes capear cualquier tormenta». La portada del álbum fue revelada junto con su anuncio. Tomada por Tyrone Lebon, muestra a la cantante flotando en un océano y la silueta de un tiburón cercano aparentemente acercándose a ella.

## Lanzamiento y promoción
Radical Optimism fue lanzado a través de Warner Records el 3 de mayo de 2024, para streaming, descarga digital, casete, CD, dos variantes de cajas recopilatorias y dos variantes de discos de vinilo.

### Sencillos
«Houdini» fue lanzado como el sencillo principal del álbum el 9 de noviembre de 2023, junto con su videoclip acompañante. La canción alcanzó la posición número uno en Bélgica, Bulgaria y Grecia; el número dos en el Reino Unido y el número 11 en la lista estadounidense Billboard Hot 100. También estuvo en la posición número uno de la lista estadounidense Hot Dance/Electronic Songs por 17 semanas. Una edición extendida de la canción fue lanzada en servicios digitales y de streaming el 1 de diciembre, seguida de remezclas de Adam Port y Danny L Harle, uno de los productores de la canción, el 22 de diciembre de 2023 y el 19 de enero de 2024, respectivamente.
«Training Season» fue lanzado como el segundo sencillo del álbum el 15 de febrero de 2024, junto con su videoclip acompañante. Se publicó en formatos limitados de CD, casete y vinilo, además de diferentes versiones acompañantes, como instrumental, a capela y extendida, en plataformas digitales y de streaming. La canción debutó en la posición número cuatro en el Reino Unido, seis en Irlanda, 10 en Nueva Zelanda, 11 en Canadá, 27 en los Estados Unidos, y dentro del top 40 en varios otros países. Se lanzó una versión acústica de la canción en servicios digitales y de streaming el 22 de marzo de 2024, seguida de una remezcla de Chloé Caillet el 29 de marzo.
«Illusion» fue lanzado como el tercer sencillo del álbum el 11 de abril de 2024. El mismo día se lanzaron diferentes versiones acompañantes en servicios digitales y de streaming. La canción debutó en la posición número nueve en el Reino Unido, y dentro del top 40 en varios otros países. La canción también alcanzó la cima de la lista estadounidense Hot Dance/Electronic Songs, convirtiéndose en el segundo sencillo del álbum en alcanzar la cima de dicha lista. El videoclip que acompaña a la canción generó comparaciones con el video de Kylie Minogue para su sencillo de 2003 «Slow».
En meses posteriores, Lipa lanzó dos sencillos regionales, el 8 de noviembre de 2024 fue lanzado un remix de «These Walls» con el cantante belga Pierre de Maere  como cuarto sencillo del disco en Francia, recibiendo reseñas favorables de los críticos llegando a ser top 40 en el Reino Unido y Noruega. «End of an Era» fue enviado el 30 de mayo de 2025 para las radios en Italia como quinto sencillo del álbum.

### Presentaciones en vivo
Como parte de la promoción del álbum, Lipa interpretó los sencillos del álbum en varios lugares y en diversos medios. Presentaciones de «Houdini» y «Training Season» filmadas en un almacén de Londres fueron lanzadas en YouTube el 12 de enero y el 15 de marzo de 2024, respectivamente. Las presentaciones, subtituladas «London Sessions», también fueron lanzadas en formato de audio en servicios digitales y de streaming el mismo día de sus respectivos estrenos. Lipa inauguró la 66.ª edición de los premios Grammy el 4 de febrero de 2024 con «Houdini» y estrenó «Training Season» antes de su lanzamiento oficial. Volvió a interpretar la última canción en la ceremonia de la 44.ª edición de los premios Brit el 2 de marzo.
Lipa grabó una presentación para la serie Live Lounge de BBC Radio 1 en Maida Vale Studios, que se emitió en BBC One el 6 de mayo de 2024. Interpretó «Training Season», «Illusion» y «Happy for You» de Radical Optimism, además de su sencillo de 2015 «Be the One», y una versión de la canción de 2021 de Cleo Sol, «Sunshine». El 25 de abril, interpretó los primeros tres sencillos del álbum en la gala de 2024 del Time 100. El evento fue emitido el 12 de mayo en la cadena ABC. El 4 de mayo, un día después del lanzamiento del álbum, Lipa presentó Saturday Night Live e interpretó «Illusion» y «Happy for You» durante el programa. Al día siguiente, interpretó la última canción nuevamente junto con los primeros tres sencillos del álbum durante un concierto sorpresa en Times Square en la ciudad de Nueva York. El 17 de octubre se presentó en el Royal Albert Hall en Londres, en dónde cantó sus mayores éxitos y las canciones de su último álbum de estudio.

### Gira musical

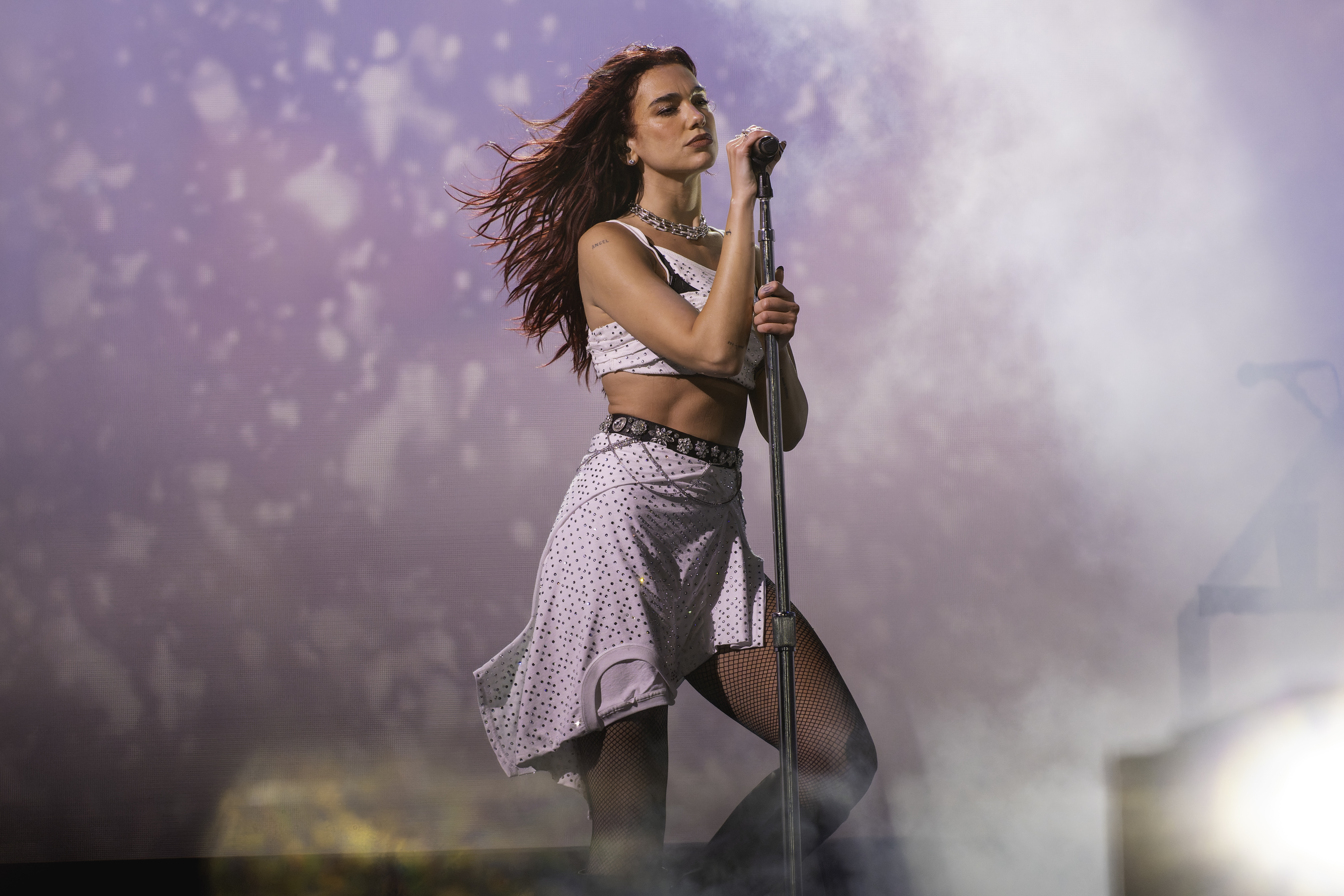
Lipa en el Festival de Glastonbury en el Reino Unido el 28 de junio de 2024.

Inicialmente Lipa promocionó el álbum en Europa mediante su participación en diferentes festivales y shows. El 18 de marzo, Lipa anunció cuatro espectáculos en apoyo al álbum: uno en Berlín el 5 de junio, uno en Pula el 9 de junio, y dos en Nimes el 12 y 13 de junio. Las entradas salieron a la venta general el 21 de marzo a través de Ticketmaster; los fanáticos que reservaron Radical Optimism obtuvieron acceso a la preventa. Lipa también encabezará la edición de 2024 del Festival de Glastonbury a finales de junio, así como el Open'er Festival, Rock Werchter, NOS Alive y Mad Cool en julio. El 17 de octubre, dirigirá un concierto único en el Royal Albert Hall de Londres.
De igual manera, para la promoción del álbum Lipa contaría con el Radical Optimism Tour, el cual visitará Asia, Oceanía, Europa y América en diferentes shows exclusivos y festivales durante 2024 y 2025, iniciando en Singapur el 5 de noviembre de 2024.

### Álbum en vivo y especial para televisión
El 19 de noviembre Lipa anunció el lanzamiento de su primer álbum en vivo titulado como «Dua Lipa Live from the Royal Albert Hall» para el 6 de diciembre, así mismo, un especial para televisión, de su presentación en el Royal Albert Hall, llamado: «An Evening with Dua Lipa». El especial se emitió primero en la cadena de transmisión británica ITV1 el 8 de diciembre de 2024, y luego fue estrenado por la compañía de cable americana CBS y simultáneamente por el servicio de streaming Paramount+ el 15 de diciembre de 2024. 

## Recepción crítica
Radical Optimism recibió reseñas generalmente positivas de los críticos musicales. En Metacritic, que asigna una calificación normalizada sobre 100 a las reseñas de publicaciones convencionales, el álbum recibió una puntuación promedio de 72, basada en catorce reseñas.
Escribiendo para Evening Standard, El Hunt dijo que «Radical Optimism, a pesar de tener un título que suena como un imán de refrigeradora inspirador, cuenta con algunas verdaderas joyas del dance pop que pertenecen a lo más alto de su producción», pero añade que es un «experimento ligeramente a medias». Para Financial Times, Ludovic Hunter-Tilney señaló que «hay muchas capas de producción y efectos, pero las canciones comparten un ritmo igualmente sencillo». Alexis Petridis de The Guardian afirmó que «es un álbum bien hecho con un atractivo masivo y, por supuesto, no existe ninguna ley que indique que la música pop tiene que ser profunda. Pero el adjetivo en su título ciertamente no pertenece».
Aimee Phillips de Clash lamentó que «no [ve] que Radical Optimism llegue directamente al número uno en el afecto de los fanes, pero si la lenta combustión de Future Nostalgia es algo a tener en cuenta, Dua Lipa tendría motivos para ser, como su último proyecto sugiere, radicalmente optimista sobre el futuro del álbum». Lisa Wright de DIY comentó que «en su muy esperado tercero, hay mucho optimismo sonoro bañado por el sol, pero no tanto que sea tan radical».
En The Line of Best Fit, Claire Biddles dijo que «en [los] sencillos dance pop [de Lipa], ha demostrado que puede hacer la parte 'pop', pero aún le falta la 'estrella'». Escribiendo para NME, Thomas Smith escribió que «tal vez sea injusto criticar demasiado a Lipa por lo que podría haber sido un comentario descartable en un perfil demasiado literalmente, pero Radical Optimism ofrece poco más a lo que aferrarse».
| Medio          | Lista                                                  | Puesto | Ref.   |
| -------------- | ------------------------------------------------------ | ------ | ------ |
| Billboard      | Los 50 mejores álbumes de 2024: selección del personal | 27     | [ 87 ] |
| Pop Matters    | Los 80 mejores álbumes de 2024                         | 49     | [ 88 ] |
| Slant Magazine | Los 50 mejores álbumes de 2024                         | 40     | [ 89 ] |
| Vogue          | Los 36 mejores álbumes de 2024                         | –      | [ 90 ] |

## Lista de canciones
| Radical Optimism — Edición estándar |                     | |                            |          |  |
| N.º                                 | Título              | Escritor(es) | Productor(es)              | Duración |  |
| 1.                                  | «End of an Era»     | Dua Lipa Caroline Ailin Daniel Harle Kevin Parker Tobias Jesso Jr.                                                       | Danny L Harle Kevin Parker | 3:16     |  |
| 2.                                  | «Houdini»           | Lipa Ailin Harle Jesso Jr. Parker                                                                                        | Harle Parker               | 3:06     |  |
| 3.                                  | «Training Season»   | Lipa Ailin Harle Jesso Jr. Martina Sorbara Nick Gale Parker Shaun Frank Steve Francis Richard Mastroianni Yaakov Gruzman | Parker                     | 3:29     |  |
| 4.                                  | «These Walls»       | Lipa Ailin Andrew Wyatt Billy Walsh Harle Jesso Jr. Parker                                                               | Andrew Wyatt Harle         | 3:38     |  |
| 5.                                  | «Whatcha Doing»     | Lipa Ailin Harle Parker                                                                                                  | Parker                     | 3:18     |  |
| 6.                                  | «French Exit»       | Lipa Ailin Harle Jesso Jr. Parker                                                                                        | Harle Parker               | 3:21     |  |
| 7.                                  | «Illusion»          | Lipa Ailin Harle Jesso Jr. Parker                                                                                        | Harle Parker               | 3:08     |  |
| 8.                                  | «Falling Forever»   | Lipa Ailin Alexandra Tamposi Emily Warren Harle Ian Kirkpatrick                                                          | Ian Kirkpatrick Harle      | 3:43     |  |
| 9.                                  | «Anything for Love» | Lipa Ailin Harle Julia Michaels Jesso Jr. Kirkpatrick                                                                    | Kirkpatrick                | 2:22     |  |
| 10.                                 | «Maria»             | Lipa Harle Michaels Wyatt                                                                                                | Harle Wyatt                | 3:08     |  |
| 11.                                 | «Happy for You»     | Lipa Ailin Harle Jesso Jr. Parker                                                                                        | Harle Parker               | 4:06     |  |
| 36:35                               |                     | |                            |          |  |

| Radical Optimism — Edición de lujo limitada exclusiva de HMV |                                        |                                                                          |               |          |  |
| N.º                                                          | Título                                 | Escritor(es)                                                             | Productor(es) | Duración |  |
| 12.                                                          | «Houdini» (Adam Port Mix)              | Lipa Ailin Harle Jesso Jr. Parker                                        | Harle Parker  | 3:22     |  |
| 13.                                                          | «Houdini» (Danny L Harle Slowride Mix) | Lipa Ailin Harle Jesso Jr. Parker                                        | Harle Parker  | 3:05     |  |
| 14.                                                          | «Training Season» (Chloé Caillet Mix)  | Lipa Ailin Frank Gale Gruzman Harle Jesso Jr. Mastroianni Parker Sorbara | Parker        | 4:55     |  |
| 47:57                                                        |                                        |                                                                          |               |          |  |

| Radical Optimism — Edición D2C especial |                                     |                                                                          |               |          |  |
| N.º                                     | Título                              | Escritor(es)                                                             | Productor(es) | Duración |  |
| 12.                                     | «Houdini» (London Sessions)         | Lipa Ailin Harle Jesso Jr. Parker                                        | Harle Parker  | 3:02     |  |
| 13.                                     | «Training Season» (London Sessions) | Lipa Ailin Frank Gale Gruzman Harle Jesso Jr. Mastroianni Parker Sorbara | Parker        | 4:07     |  |
| 43:44                                   |                                     |                                                                          |               |          |  |

| Radical Optimism — Edición japonesa |                                     |                                                                          |               |          |  |
| N.º                                 | Título                              | Escritor(es)                                                             | Productor(es) | Duración |  |
| 12.                                 | «Houdini» (London Sessions)         | Lipa Ailin Harle Jesso Jr. Parker                                        | Harle Parker  | 3:02     |  |
| 13.                                 | «Training Season» (London Sessions) | Lipa Ailin Frank Gale Gruzman Harle Jesso Jr. Mastroianni Parker Sorbara | Parker        | 4:07     |  |
| 14.                                 | «Illusion» (London Sessions)        | Lipa Ailin Harle Jesso Jr. Parker                                        | Harle Parker  | 3:12     |  |
| 46:56                               |                                     |                                                                          |               |          |  |

| Radical Optimism — Edición de versiones extendidas |                                 |                                                                          |                   |          |  |
| N.º                                                | Título                          | Escritor(es)                                                             | Productor(es)     | Duración |  |
| 1.                                                 | «End of an Era» (extendida)     | Lipa Ailin Harle Jesso Jr. Parker                                        | Harle Parker      | 4:36     |  |
| 2.                                                 | «Houdini» (extendida)           | Lipa Ailin Harle Jesso Jr. Parker                                        | Harle Parker      | 5:53     |  |
| 3.                                                 | «Training Season» (extendida)   | Lipa Ailin Frank Gale Gruzman Harle Jesso Jr. Mastroianni Parker Sorbara | Parker            | 4:55     |  |
| 4.                                                 | «These Walls» (extendida)       | Lipa Ailin Harle Jesso Jr. Parker Walsh Wyatt                            | Harle Wyatt       | 5:40     |  |
| 5.                                                 | «Whatcha Doing» (extendida)     | Lipa Ailin Harle Parker                                                  | Parker            | 5:07     |  |
| 6.                                                 | «French Exit» (extendida)       | Lipa Ailin Harle Jesso Jr. Parker                                        | Harle Parker      | 5:17     |  |
| 7.                                                 | «Illusion» (extendida)          | Lipa Ailin Harle Jesso Jr. Parker                                        | Harle Parker      | 4:23     |  |
| 8.                                                 | «Falling Forever» (extendida)   | Lipa Ailin Harle Kirkpatrick Tamposi Warren                              | Harle Kirkpatrick | 6:11     |  |
| 9.                                                 | «Anything for Love» (extendida) | Lipa Ailin Harle Jesso Jr. Kirkpatrick Michaels                          | Kirkpatrick       | 4:00     |  |
| 10.                                                | «Maria» (extendida)             | Lipa Harle Michaels Wyatt                                                | Harle Wyatt       | 5:05     |  |
| 11.                                                | «Happy for You» (extendida)     | Lipa Ailin Harle Jesso Jr. Parker                                        | Harle Parker      | 5:56     |  |
| 57:09                                              |                                 |                                                                          |                   |          |  |

## Posicionamiento en listas
| Listas (2024)                       | Mejor posición |
| ----------------------------------- | -------------- |
| Alemania (Offizielle Top 100)       | 3              |
| Argentina (CAPIF)                   | 2              |
| Australia (ARIA)                    | 2              |
| Austria (Ö3 Austria)                | 1              |
| Bélgica (Ultratop Flandes)          | 2              |
| Bélgica (Ultratop Valonia)          | 1              |
| Canadá (Canadian Albums)            | 3              |
| Croacia (HDU)                       | 1              |
| Dinamarca (Hitlisten)               | 6              |
| Escocia (OCC)                       | 1              |
| Eslovaquia (ČNS IFPI)               | 4              |
| España (PROMUSICAE)                 | 1              |
| Estados Unidos (Billboard 200)      | 2              |
| Finlandia (Suomen virallinen lista) | 3              |
| Francia (SNEP)                      | 1              |
| Hungría (MAHASZ)                    | 1              |
| Irlanda (OCC)                       | 2              |
| Islandia (Plötutíðindi)             | 13             |
| Italia (FIMI)                       | 2              |
| Japón (Billboard Japan Hot Albums)  | 24             |
| Japón (Oricon)                      | 17             |
| Lituania (AGATA)                    | 3              |
| Nueva Zelanda (RMNZ)                | 2              |
| Noruega (VG-lista)                  | 3              |
| Países Bajos (Album Top 100)        | 1              |
| Polonia (ZPAV)                      | 1              |
| Portugal (AFP)                      | 1              |
| República Checa (ČNS IFPI)          | 5              |
| Reino Unido (OCC)                   | 1              |
| Suecia (Sverigetopplistan)          | 4              |
| Suiza (Schweizer Hitparade)         | 2              |
| Suiza (Romandia)                    | 1              |

## Certificaciones
| País        | Organismo certificador | Certificación | Ventas certificadas | Ref.    |
| ----------- | ---------------------- | ------------- | ------------------- | ------- |
| Bélgica     | BEA                    | Oro           | 10 000              | [ 123 ] |
| Canadá      | Music Canada           | Oro           | 40 000              | [ 124 ] |
| España      | PROMUSICAE             | Oro           | 20 000              | [ 125 ] |
| Francia     | SNEP                   | Platino       | 100 000             | [ 126 ] |
| Italia      | FIMI                   | Oro           | 25 000              | [ 127 ] |
| Reino Unido | BPI                    | Oro           | 100 000             | [ 128 ] |

## Historial de lanzamiento
| País        | Fecha               | Formato                                 | Edición                           | Discográfica   | Ref.            |
| ----------- | ------------------- | --------------------------------------- | --------------------------------- | -------------- | --------------- |
| Varios      | 3 de mayo de 2024   | CD casete descarga digital LP streaming | Estándar                          | Warner Records | [ 129 ] [ 130 ] |
| Reino Unido | 3 de mayo de 2024   | CD                                      | De lujo limitada exclusiva de HMV | Warner Records | [ 131 ]         |
| Varios      | 5 de mayo de 2024   | Descarga digital                        | D2C especial                      | Warner Records | [ 132 ]         |
| Japón       | 8 de mayo de 2024   | CD                                      | Japonesa                          | Warner Records | [ 133 ]         |
| Varios      | 28 de junio de 2024 | Descarga digital streaming              | Versiones extendidas              | Warner Records |                 |